# Johannes Kielstra
Johannes Coenraad Kielstra (Zwartsluis, 13 november 1878 – Monaco, 1 april 1951) was een Nederlands hoogleraar, politicus en diplomaat.
Na het gymnasium in Middelburg ging hij in 1896 rechten studeren aan de universiteit van Leiden waar hij in 1901 promoveerde.

## Nederlands-Indië
In 1903 vertrok hij naar Nederlands-Indië waar hij met uitzondering van enkele verlofperiodes tot 1919 werkzaam was. In die jaren had hij verschillende functies zoals substituut-officier van Justitie en adviseur voor de bestuurszaken van de buitenbezittingen. Vooral in deze laatste functie (waarbij hij de latere premier Colijn opvolgde) kwam hij in contact met de verschillende bevolkingsgroepen van deze Nederlandse kolonie.

## Hoogleraar in Wageningen en Utrecht
In 1918 werd hij benoemd tot hoogleraar aan de Landbouwhogeschool Wageningen. In de periode 1922-1923 was hij Rector Magnificus aan de Landbouwhogeschool. Daarnaast was hij vanaf 1926 bijzonder hoogleraar tropische staathuishoudkunde aan de Rijksuniversiteit Utrecht. Tijdens deze hoogleraarschappen schreef hij meerdere boeken over koloniale en economische onderwerpen (zie onderstaande bibliografie). Tijdens deze periode was hij vanaf het begin betrokken bij de Nationale Unie waarvan Carel Gerretson (eveneens bijzonder hoogleraar in Utrecht aan de Indologische faculteit) enkele jaren de voorzitter was.

## Gouverneur van Suriname
In 1933 volgde hij Frans van Haaren op die waarnemend gouverneur van Suriname was sinds het vertrek van Bram Rutgers. De ARP'er Rutgers keerde terug naar Nederland om lid te worden van de Tweede Kamer. Gedurende de eerste 4 jaar van Kielstra's gouverneurschap was Colijn de Minister van Koloniën.

### Staatsregeling 1937
Op 1 april 1937 trad een nieuwe staatsregeling in werking die nogal van invloed was op de functie van de gouverneur. Met deze staatsregeling werd ook de naam van het parlement veranderd van 'Koloniale Staten' in de 'Staten van Suriname' waarbij tevens het aantal leden werd verhoogd van 13 (waarvan tot 1901 er 4 benoemd werden door de gouverneur) naar 15 (waarvan 10 gekozen en 5 benoemd door de gouverneur). Kielstra wees voor die 5 personen vooral Hindoestanen en Javanen aan die met het toenmalige kiesrecht niet in de Staten verkozen werden. Immers, in Suriname mochten tot de invoering van het algemene kiesrecht in 1948 alleen mannen die aan bepaalde voorwaarden voldeden (census en capaciteit) stemmen.

### Beleid voor de Tweede Wereldoorlog
Ook zijn aanstellingsbeleid van hoge ambtenaren en het ondanks tegenwerking van Statenleden doorvoeren van een speciale huwelijkswetgeving maakte Kielstra niet geliefd bij de Creoolse Surinamers.
Kielstra streefde ernaar om de landbouw ter hervormen naar een model zoals hij dat uit Nederlands-Indië kende. Daartoe wilden hij grote groepen Javaanse arbeiders laten overkomen. De minister van Koloniën wilde echter niets weten van zijn plan om jaarlijks 10.000 Javanen naar Suriname te laten gaan waarna het aantal werd beperkt tot maximaal 1000 per jaar. Na 1939 stopte deze migratie vanwege de Tweede Wereldoorlog.

### Tweede Wereldoorlog
De wereldwijde winning van bauxiet vond in de eerste helft van de twintigste eeuw voor een groot deel in Suriname plaats. Van bauxiet wordt aluminium gemaakt en dat was zeer belangrijk voor de Verenigde Staten om oorlogsvliegtuigen te maken. De Nederlandse regering in ballingschap stemde in om Amerikaanse militairen toe te laten tot Suriname om te voorkomen dat de toevoer van deze strategische grondstof in gevaar zou komen. Daarbij speelde mee dat het buurland Frans-Guyana toen nog bestuurd werd vanuit het met de Duitsers collaborerende Vichy-Frankrijk. Vooruitlopend op de oorlog was in 1939 al de Surinaamse Schutterij opgericht als aanvulling op de Nederlandse reguliere troepen (de TRIS).
Als gevolg van de afgekondigde staat van oorlog en beleg kreeg Kielstra extra bevoegdheden. In 1937 had hij al vakbondsleider Louis Doedel laten opnemen in de 's Lands Psychiatrische Inrichting (LPI). Deze extra bevoegdheden wendde Kielstra aan om tegenstanders het zwijgen op te leggen. Zo liet hij ook onder andere Otto Huiswoud, Eddy Bruma en het Statenlid Wim Bos Verschuur interneren. Dat laatste zou gebeurd zijn omdat Bos Verschuur een petitie had gestuurd aan koningin Wilhelmina om Kielstra van zijn functie te ontheffen.
In die periode werden ook de in Suriname verblijvende Duitsers in Fort Zeelandia geïnterneerd en daarnaast kwam er een groep NSB'ers uit Nederlands-Indië die werd opgesloten in Kamp Jodensavanne.
Na de internering van Bos Verschuur namen de meeste gekozen Statenleden ontslag waarna ze allemaal bij de verkiezingen herkozen werden. Dit mandaat van de kiezers maakte de positie van Kielstra erg zwak. De Koloniale Staten weigerden te vergaderen van 8 oktober 1943 tot 3 januari 1944 uit protest tegen Kielstra. Eind 1943 werd hij eervol ontslagen. J.C. Brons volgde hem in januari 1944 op. Brons, tot dan president van het Surinaamse Hof van Justitie en ondervoorzitter van de bestuursraad van Suriname, had Kielstra tijdens verlofperiodes ook al vervangen als waarnemend gouverneur van augustus 1935 tot april 1936, van september 1938 tot januari 1939 en een gedeelte van 1942.

## Diplomaat
In 1944 werd Johannes Kielstra ambassadeur in Mexico wat hij bleef tot 1948. Na zijn pensionering ging hij in Monaco wonen waar hij op 72-jarige leeftijd overleed.

## Over Kielstra
- Hans Ramsoedh, Suriname 1933-1944: koloniale politiek en beleid onder gouverneur Kielstra. Delft: Eburon, 1990. (Diss.)

- Biografisch Portaal: 69787147
- CiNii: DA07424184
- Gemeinsame Normdatei: 118971085
- International Standard Name Identifier: 0000 0000 8282 3318
- Library of Congress Control Number: n84057505
- Nationale bibliotheek van Australië: 52466749
- Nationale Bibliotheek van Israël: 987007277826605171
- Nederlandse Thesaurus van Auteursnamen: 07008453X
- Parlement.com: vgw52s1v36xw
- Virtual International Authority File: 94582862
- WorldCat: E39PBJtmpyRyWHyhdC3YVph4MP